# MLW Never Say Never
MLW Never Say Never es un evento anual de super cartelera de lucha libre profesional producido por Major League Wrestling (MLW). El evento se llevó a cabo por primera vez en 2017 como una grabación de televisión para el programa semanal de MLW Fusion.

## Resultados

### 2021
Never Say Never (2023) es un evento de supercard de lucha libre profesional producido por Major League Wrestling (MLW) que tendrá lugar el 8 de julio de 2023 en el 2300 Arena de Filadelfia, Pensilvania.
Será el quinto evento bajo la cronología Never Say Never, y el primer evento de MLW que se transmitirá en vivo desde 2019.
- Jacob Fatu (c) derrotó a Calvin Tankman reteniendo el Campeonato Nacional Peso Abierto de MLW.(9:51)[2]
- La Campeonato Mundial Femenino Peso Pluma de MLW Delmi Exo derrotó a Ava Everett ganando el Campeonato Femenino de wXw.(6:44)[3][4]
  - Exo cubrió a Everett después de aplicarle un «Delmi Driver».
- Tracy Williams derrotó a Timothy Thatcher por decisión del árbitro.()[5]
- Mance Warner derrotó a Sam Adonis en un Country Whipping match.(12:37)
- The Calling (AKIRA & Rickey Shane Page) derrotaron a The Samoan SWAT Team (Lance Anoa'i & Juicy Finau) (c) en un Fans Bring the Weapons Match ganando los Campeonatos Mundiales en Parejas de MLW.(11:18)[6]
  - Page cubrió a Anoa'i después de aplicarle un «Raven Effect DDT» desde la tercera cuerda sobre una mesa.
- Alex Kane (con Mr. Thomas) derrotó a Alexander Hammerstone (c) por rendición ganando el Campeonato Mundial Peso Pesado de MLW.(22:28)[7]
  - Kane forzó a Hammerstone a rendirse con un «Rear Naked Choke».